# Paquita Serna
Paquita Serna és una cantant catalana. El grup Taper es va constituir l'any 1979 i el nom ve d'un ninot de guix representant un taper, fet per guarnir una carrossa de les Festes de Primavera; el ninot es conserva a l'antic Museu del Suro. Algunes composicions seves són «Homenatge al Taper», l'«Avi Calvet» i «Sóc xarnego?». Els quatre components d'aquest grup local palafrugellenc són: Gabriel Castelló (baix i guitarra), Antonio Martin (veu primera), Paquita Serna (veu segona) i Rafael Callol (veu alta).